# بانزر-3
بانزر-3 دبابة قتال متوسطة ألمانية من إنتاج شركة دايملر بنز، تم تصميمها في عام 1935 لتدخل في بداية عام 1939 مرحلة الإنتاج، استمر إنتاجها حتى عام 1943، جاء تصميم البانزر-3 لكي تقوم بأدوار الاشتباك مع الدبابات المعادية جنبا إلى جنب مع دبابة دعم المشاة بانزر-4، إلا أن الألمان سرعان ما أدركوا خلال عملية بارباروسا ضعف دباباتهم أمام مدافع دبابات تي-34 المضادة للدروع لذا أوكلوا مهمة الاشتباك بدروع العدو للدبابة بانزر-4 لكونها تملك برجا دائريا أكبر مما لدى البانزر-3.
استخدم الألمان وحلفاؤهم الرومانيون والمجريون دبابات البانزر-3 بشكل مكثف خلال الحرب العالمية الثانية وجرى خلال 4 سنوات إنتاج ما يزيد عن 5,000 نسخة منها، استخدم الألمان دبابات البانزر-3 خلال غزوهم لبولندا وفرنسا وشمال أفريقيا.
في عام 1943 أوقفت الشركة إنتاجها من دبابات بانزر-3 وأعتمد الجيش الألماني على إنتاج الدبابة بانزر-4.

## الأنواع

### الدفعة الأولى
- (بالألمانية: Ausf A) أو 1 / ZW أي «الكمية A» نموذج أولي قبل الإنتاج، تم إنتاج 8 نسخ في مايو 1937 (أرقام الشاصي من 60101 إلى 60108) خلال نفس العام.[1][2][3] بنظام تعليق ذو ثمانية عجلات طريق ونظام تعليق النوابض الورقية، وتم تسليحها بمدفع 3,7 سم KwK 36 L/46.5 ، ومحرك 250 حصان HL 108.

### الدفعة الثانية
- (بالألمانية:Ausf B) أو 2/ZW نموذج أولي، 15 نسخة (أرقام الشاصي من 60201 إلى 60215) في عام 1937، مع كوة بانزر 4 للقائد، تم تحسين الرؤية للسائق ونظام العادم. تم رؤية بعضها في الخدمة ببولندا.

### الدفعة الثالثة

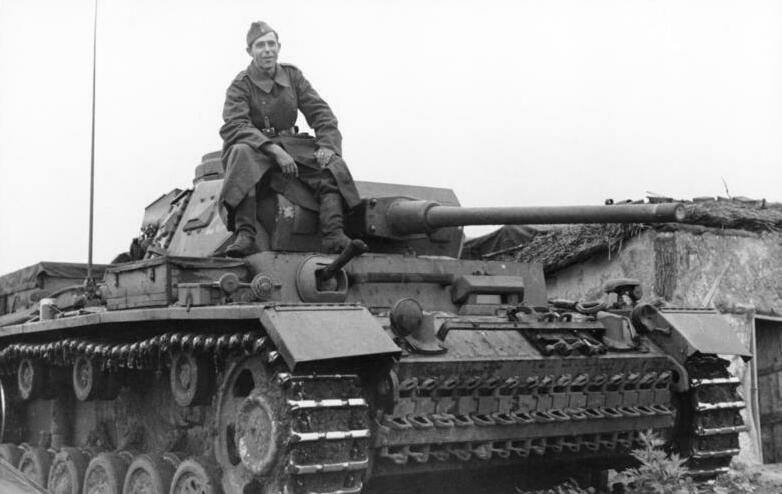
بانزر-3 Ausf بولندا (1939)

- (بالألمانية:Ausf C) أو 3a/ZW من مرحلة ما قبل الإنتاج، 15 نسخة (أرقام الشاصي 60301-60315) من يونيو 1937 إلى يناير1938،و تم تحسين القيادة.
- (بالألمانية:Ausf D) أو 3b/ZW من مرحلة ما قبل الإنتاج، 30 نسخة ما بين يناير ويونيو 1938 (أرقام الشاصي 60221-60225 و60316-60340)، وزيادة الدروع لتصل إلى 30 ملم في الجوانب والمؤخرة ، علبة ست سرعات أمامية وخلفية.

### الدفعة الرابعة
- (بالألمانية:Ausf E) أو 4/ZW أنتج في عام 1939، بداية الإنتاج الفعلي للدبابة، تم إضافة بابين جانبيين في البرج مع نظام تعليق العارضة الالتوائية مع ست عجلات طريق كبيرة وثلاث بكرات العودة، محرك 300 حصان HL 120 .

### الدفعة الخامسة
- (بالألمانية:Ausf F) أو  5/ZW النسخة المنتجة خلال الفترة من يناير 1939، 435 نسخ مسلحة بمدفع 3,7 سم KwK 36 L/46.5 ، وفي وقت لاحق، زودت بمدافع 5 سم KwK 38 L/42. تم تحسين الحماية والفرامل .

### الدفعة السادسة

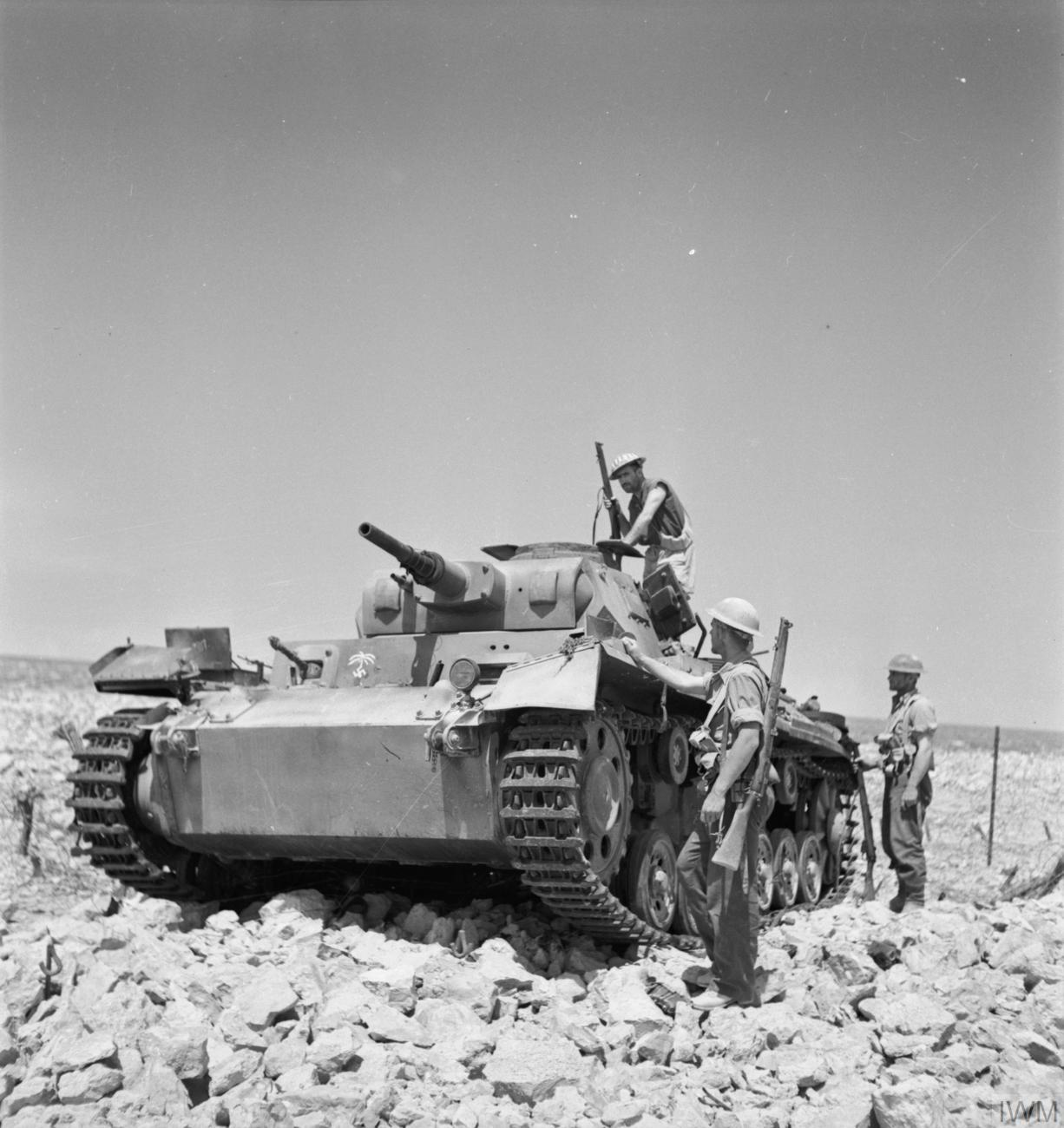
بانزر-3 Ausf.G استولى عليه الإنجليز في شمال أفريقيا (1941).

- (بالألمانية:Ausf G) أو 6/ZW نسخة أنتجت بين أبريل 1940 وفبراير 1941، 600 نسخة. وضعت طلب ل 1250 دبابة في يناير كانون الثاني عام 1939، ولكن تم تخفيضها إلى 800 في مايو، عندما أصبحت دبابة بانزر 38 متاح. وبصرف النظر عن النسخ المئة الأولى كانت جميع الدبابات مسلحة بمدافع 5 سم KwK 38 L/42 ، تم زيادة الدرع في المنطقة المحيطة بالمدفع.
- (بالألمانية:(Ausf G(Tp) مجهزة بفلتر للهواء خارج مقصورة المحرك، وغيرها من المعدات للخدمة في الصحراء .

### الدفعة السابعة

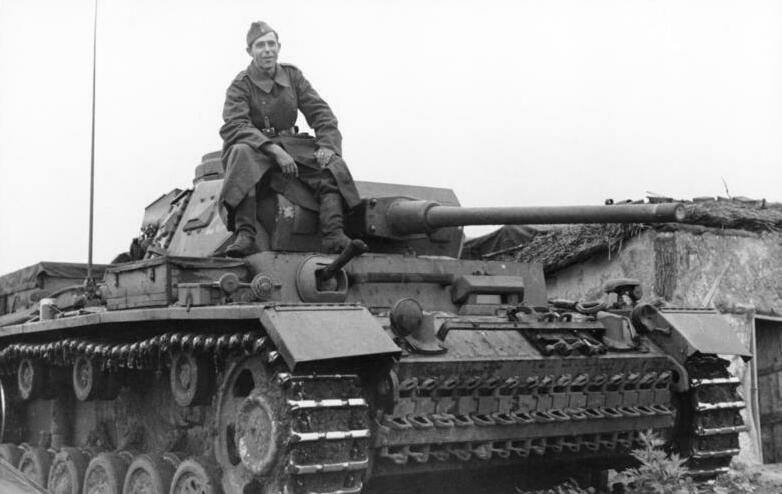
بانزر-3 Ausf J أثناء الاجتياح الألماني لإتحاد السوفياتي (1942)

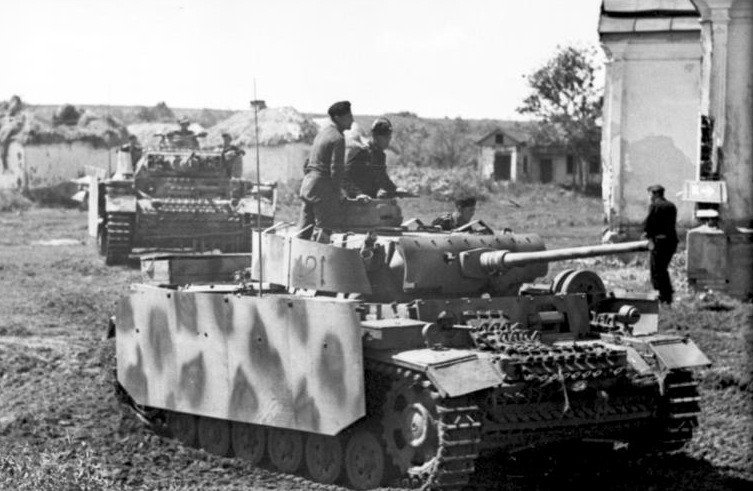
بانزر-3 Ausf M مع اللوحات الجانبية في جنوب الاتحاد السوفياتي (1943)

- (بالألمانية:Ausf H) أو 7/ZW نسخة أنتجت بين أكتوبر 1940 وأبريل 1941، 308 نسخة، عزز الدرع بصفائح معدنية بسمك 30 ملم على الجزء الأمامي والخلفي، وعلبة التروس الجديدة الخاصة ببانزر-4 ست سرعات أمامية وواحدة خلفية، تم توسعة عرض الجنازير 38-40 سم.
- (بالألمانية:Ausf J) النسخة أنتجت في عام 1941، 482 نسخة، تم تسليحها بمدفع 5 سم KwK 39 L/60 ذو ماسورة طويلة .
- (بالألمانية:Ausf J / 1) نسخة أنتج من 1941 إلى منتصف 1942، 1067 نسخة، سلحت بمدفع 5 سم.
- (بالألمانية:Ausf L) نسخة أنتجت في عام 1942، 653 نسخة، درع الأمامي عزز بصفائح معدنية بسمك 20 ملم، ومدفع 5 سم طويل.
- (بالألمانية:Ausf M) نسخة أنتجت في عام 1942 و1943، 250 نسخة بتغييرات الطفيفة، تمت إضافة دروع جانبية للبرج والهيكل .
- (بالألمانية:Ausf N) نسخة أنتجت في عام 1942 و1943 تستخدم مدفع 7,5 سم .طورت من الإصدارات السابقة لتكون دبابة لدعم المشاة، تمت إضافة دروع جانبية للهيكل والبرج . وتعتبر أفضل نسخة من دبابة بانزر 3 .

## معرض صور

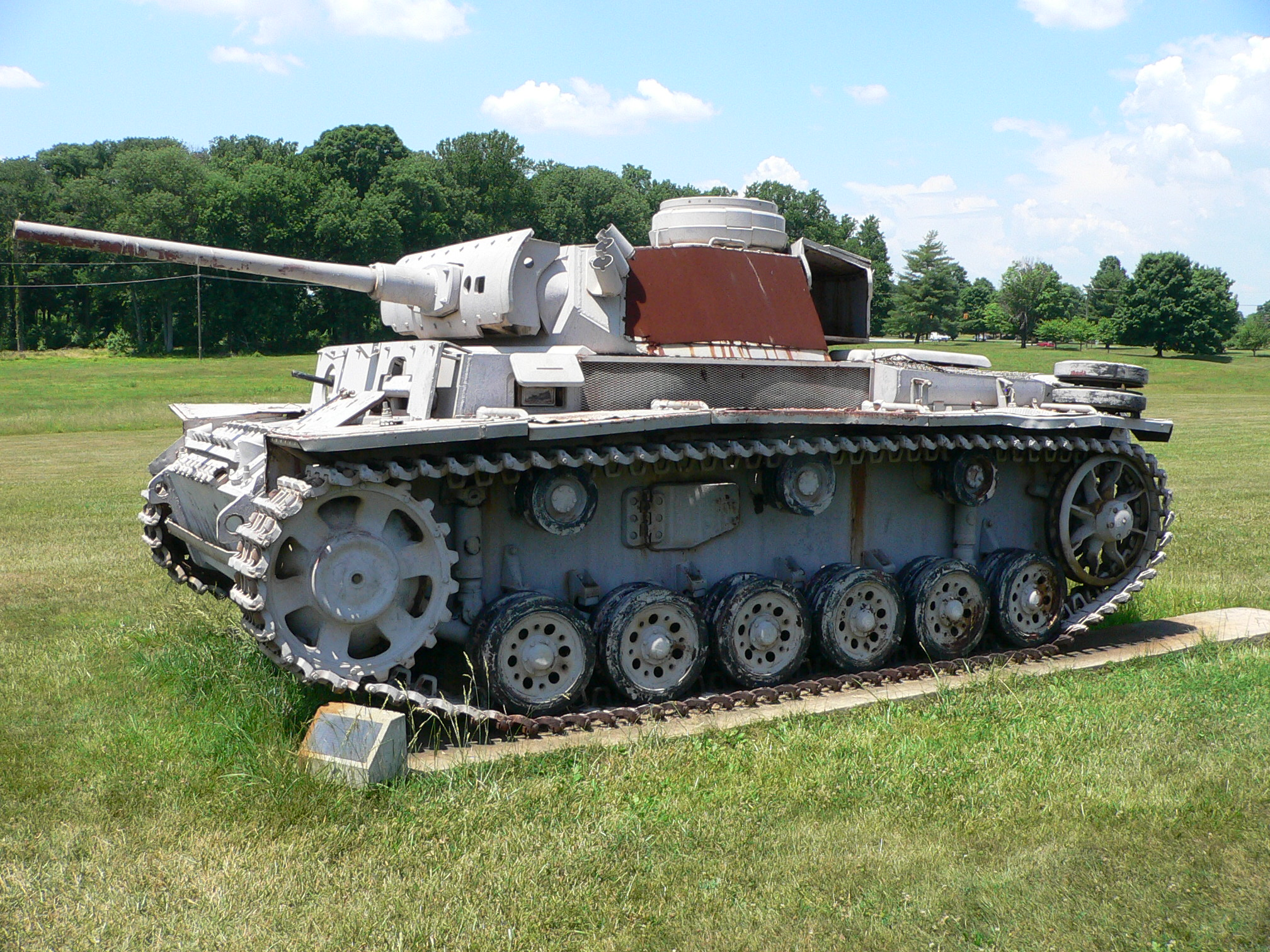
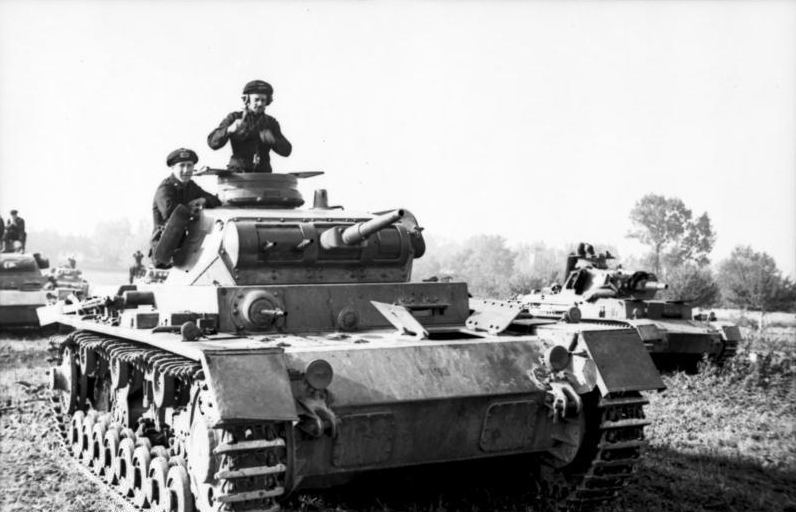
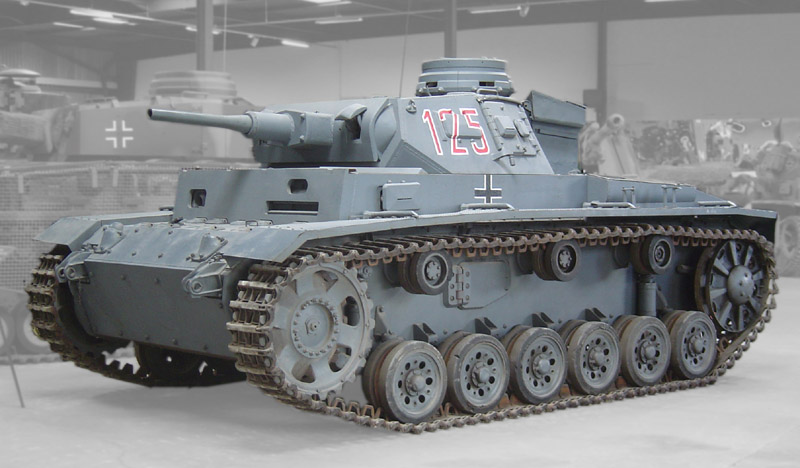
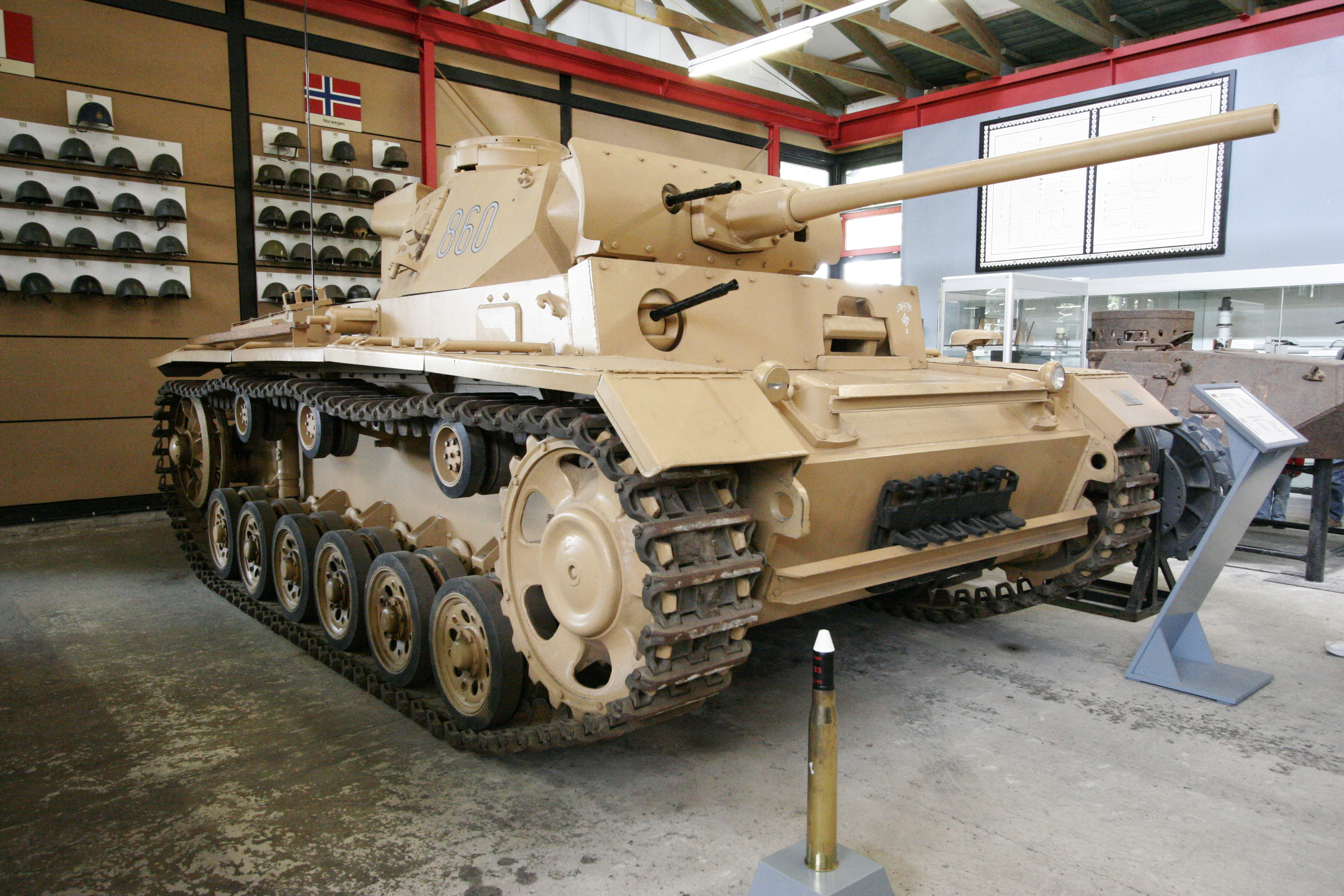